# Statistiche e record dell'Associazione Calcio Monza
Nella presente pagina sono riportate le statistiche nonché record riguardanti l'Associazione Calcio Monza, società calcistica italiana con sede a Monza.

## Statistiche di squadra
La squadra brianzola ha accumulato la 35ª miglior tradizione sportiva in Italia in generale disputando 3 campionati di Serie A e 41 di Serie B.

### Promozioni
- In Serie A: 1
  - 2022.
- In Serie B: 9 (record)
  - 1927, 1951, 1967, 1976, 1982, 1988, 1992, 1997, 2020.
- In Serie C: 2
  - 1942, 2017.

### Partecipazione ai campionati

#### Campionati nazionali
| Livello | Categoria         | Partecipazioni | Debutto   | Ultima stagione | Totale |
| ------- | ----------------- | -------------- | --------- | --------------- | ------ |
| 1º      | Serie A           | 3              | 2022-2023 | 2024-2025       | 3      |
| 2º      | Seconda Divisione | 4              | 1922-1923 | 1925-1926       | 46     |
| 2º      | Prima Divisione   | 2              | 1927-1928 | 1928-1929       | 46     |
| 2º      | Serie B           | 41             | 1951-1952 | 2025-2026       | 46     |
| 3º      | Seconda Divisione | 1              | 1926-1927 | 1926-1927       | 44     |
| 3º      | Prima Divisione   | 6              | 1929-1930 | 1934-1935       | 44     |
| 3º      | Serie C           | 20             | 1935-1936 | 2019-2020       | 44     |
| 3º      | Serie C1          | 16             | 1981-1982 | 2011-2012       | 44     |
| 3º      | Lega Pro          | 1              | 2014-2015 | 2014-2015       | 44     |
| 4º      | Serie C2          | 5              | 2002-2003 | 2013-2014       | 8      |
| 4º      | Prima Divisione   | 1              | 1941-1942 | 1941-1942       | 8      |
| 4º      | Serie D           | 2              | 2015-2016 | 2016-2017       | 8      |

#### Campionati regionali
- 1 campionato di Prima Categoria del Comitato Regionale Lombardo (1920-1921 e 1921-1922).
- 1 campionato di Prima Divisione del Direttorio II Zona (Lombardia) (1941-1942).
- 2 campionati di Promozione del Comitato Regionale Lombardo (1914-1915 e 1919-1920).
- 1 campionato di Terza Categoria del Comitato Regionale Lombardo (1913-1914).

#### Altri tornei
- Partecipazione al Torneo Misto C - Prima Divisione organizzato dal Direttorio II Zona Lombardia (1943-1944)
- Partecipazione al Torneo delle squadre Minori organizzato dal Direttorio II Zona Lombardia (1944-1945).

### Successi

#### Campionato di Seconda Divisione
| Turno  | Luogo   | Data           | Partita         | Ris. | Marcatori |
| ------ | ------- | -------------- | --------------- | ---- | --------- |
| Finale | Trieste | 10 luglio 1927 | Ponziana- Monza | 2-3  | ?         |

### Competizioni internazionali

#### Coppa delle Alpi 1961
| Turno               | Data           | Partita                  | Ris. | Marcatori                                |
| ------------------- | -------------- | ------------------------ | ---- | ---------------------------------------- |
| Turno unico Andata  | 25 giugno 1961 | Bienne- Simmenthal Monza | 1-4  | Cignani, Regalia, Bersellini, Campagnoli |
| Turno unico Ritorno | 2 luglio 1961  | Simmenthal Monza- Bienne | 4-1  | De Asti, Regalia, Campagnoli (2)         |

#### Coppa delle Alpi 1962
| Turno               | Data           | Partita                        | Ris. | Marcatori                     |
| ------------------- | -------------- | ------------------------------ | ---- | ----------------------------- |
| Primo turno Andata  | 10 giugno 1962 | Valenciennes- Simmenthal Monza | 2-3  | Campagnoli, Sartore, Flaborea |
| Primo turno Ritorno | 17 giugno 1962 | Simmenthal Monza- Valenciennes | 2-6  | Campagnoli, Traspedini        |

#### Coppa Italo-Inglese Semiprofessionisti 1975
| Turno          | Data              | Partita         | Ris. | Marcatori |
| -------------- | ----------------- | --------------- | ---- | --------- |
| Finale Andata  | 24 settembre 1975 | Monza - Wycombe | 1-0  | Peressin  |
| Finale Ritorno | 8 ottobre 1975    | Wycombe - Monza | 2-0  |           |

#### Torneo Anglo-Italiano 1976
| Turno                         | Data           | Partita                  | Ris. | Marcatori      |
| ----------------------------- | -------------- | ------------------------ | ---- | -------------- |
| Prima parte Prima giornata    | 4 maggio 1976  | Scarborough - Monza      | 0-0  |                |
| Prima parte Seconda giornata  | 19 maggio 1976 | Stafford Rangers - Monza | 0-1  | Braida         |
| Seconda parte Terza giornata  | 12 giugno 1976 | Monza - Scarborough      | 2-1  | Braida, Fasoli |
| Seconda parte Quarta giornata | 16 giugno 1976 | Monza - Stafford Rangers | 1-1  | Braida         |
| Finale Partita unica          | 19 giugno 1976 | Monza - Wimbledon        | 1-0  | Casagrande     |

#### Consuntivo delle gare disputate
- PAR = partecipazioni alla competizione; G = partite giocate; V = vittorie; N = pareggi; P = sconfitte; GF = Goal segnati; GS = Goal subiti

| Competizione          | PAR | G  | V | N | P | GF | GS | Miglior risultato |
| --------------------- | --- | -- | - | - | - | -- | -- | ----------------- |
| Coppa delle Alpi      | 2   | 4  | 3 | 0 | 1 | 13 | 10 | Campione (1961)   |
| Torneo Anglo-Italiano | 1   | 5  | 3 | 2 | 0 | 5  | 2  | Campione (1976)   |
| Coppa Italo-Inglese   | 1   | 2  | 1 | 0 | 1 | 1  | 2  | Finalista (1975)  |
| Totale                | 4   | 11 | 7 | 2 | 2 | 19 | 14 |                   |

## Statistiche individuali
Dati aggiornati al 4 giugno 2023.

### Lista dei capitani
| Calciatore          | Ruolo | Stagioni al club      | Stagioni da capitano | Presenze | Reti |
| ------------------- | ----- | --------------------- | -------------------- | -------- | ---- |
| ...                 |       |                       |                      |          |      |
| Giacomo De Poli     | D     | 1948-1958             | 1954-1957 (3)        | 230      | 1    |
| Francesco Copreni   | D     | 1951-1960             | 1957-1960 (3)        | 271      | 3    |
| Luigi Brugola       | C     | 1960-1962             | 1960-1961 (1)        | 30       | 9    |
| Pietro Adorni       | D     | 1957-1962             | 1961-1962 (1)        | 97       | 0    |
| Cesare Campagnoli   | C     | 1960-1961 e 1962-1965 | 1962-1964 (2)        | 91       | 7    |
| Mariano Melonari    | C     | 1960-1966             | 1964-1966 (2)        | 126      | 17   |
| Gianluigi Maggioni  | D     | 1964-1968             | 1966-1968 (2)        | 88       | 10   |
| Mario Trebbi        | D     | 1969-1973             | 1969-1973 (4)        | 124      | 4    |
| Roberto Anzolin     | P     | 1973-1975             | 1973-1975 (2)        | 66       | 0    |
| Luigi Sanseverino   | A     | 1971-1978             | 1975-1978 (3)        | 201      | 62   |
| Angelo Anquilletti  | D     | 1977-1979             | 1978-1979 (1)        | 41       | 0    |
| Francesco Stanzione | D     | 1978-1981             | 1979-1981 (2)        | 80       | 3    |
| Franco Fasoli       | D     | 1975-1977 e 1981-1983 | 1981-1983 (2)        | 110      | 0    |
| Maurizio Ronco      | C     | 1976-1985             | 1983-1985 (2)        | 222      | 10   |
| Angiolino Gasparini | D     | 1983-1986             | 1985-1986 (1)        | 93       | 0    |
| Fulvio Saini        | C     | 1980-1998             | 1986-1998 (12)       | 552      | 13   |
| Federico Crovari    | C     | 1994-1995 e 1996-1999 | 1998-1999 (1)        | 80       | 11   |
| Gianpaolo Castorina | D     | 1997-2001 e 2001-2002 | 1999-2000 (2)        | 120      | 0    |
| Vincenzo Esposito   | D     | 1999-2002             | 2000-2002 (2)        | 66       | 0    |
| Cristiano Giaretta  | D     | 1986-1989 e 2002-2006 | 2002-2006 (4)        | 120      | 4    |
| Marco Zaffaroni     | D     | 2004-2008             | 2006-2008 (3)        | 128      | 3    |
| Roberto Menassi     | C     | 2004-2009             | 2008-2009 (1)        | 136      | 3    |
| Vincenzo Iacopino   | C     | 2006-2013             | 2009-2012 (3)        | 156      | 40   |
| Claudio Grauso      | C     | 2012-2014             | 2012-2014 (2)        | 42       | 0    |
| Marco Anghileri     | D     | 2009-2015             | 2014-2015 (1)        | 118      | 3    |
| Omar Torri          | C     | 2008-2009 e 2015      | 2015 (1)             | 46       | 14   |
| Davide Cattaneo     | D     | 2011-2012 e 2015-2016 | 2015-2016 (1)        | 86       | 4    |
| Luca Guidetti       | C     | 2016-2019             | 2016-2019 (3)        | 83       | 5    |
| Andrea D'Errico     | C     | 2015-2021             | 2019-2021 (3)        | 178      | 43   |
| Mario Sampirisi     | D     | 2019-2022             | 2021-2022 (1)        | 67       | 6    |
| Matteo Pessina      | C     | 2013-2015 e 2022-     | 2022- (3)            | 113      | 18   |

### Presenze in partite ufficiali
in grassetto i calciatori ancora in squadra
| Campionato - 552 Fulvio Saini (1980-1998) - 291 Sergio Magni (1949-1963) - 288 Marco Bolis (1981-1990) - 271 Francesco Copreni (1951-1960) - 234 Roberto Fontanini (1981-1990) - 230 Giacomo De Poli (1948-1958) - 229 Franco Fontana (1965-1977) - 223 Maurizio Ronco (1976-1985) - 220 Carlo Colombetti (1948-1956) - 204 Giacomo Villa (1929-1939) | Coppa Italia - 50 Fulvio Saini (1980-1981, 1982-1998) - 33 Roberto Fontanini (1982-1990) - 32 Marco Bolis (1982-1990) - 26 Maurizio Ronco (1976-1981, 1982-1985) - 17 Renato Acanfora (1977-1981) 17 Marco Saltarelli (1983-1987) 17 Mario Trebbi (1969-1973) - 16 Franco Fontana (1965-1973, 1976-1977) 16 Carmelo Mancuso (1987-1991) 16 Anselmo Robbiati (1987-1993)                                                                 |
| Serie A - 72 Matteo Pessina (2022-) - 70 Michele Di Gregorio (2022-) - 65 Andrea Colpani (2022-) 65 Samuele Birindelli (2022-) - 64 Pablo Marí (2022-) - 63 Dany Mota (2022-) 60 Luca Caldirola (2022-) - 58 Patrick Ciurria (2022-) - 52 Armando Izzo (2022-) - 43 Gianluca Caprari (2022-)                                                          | Serie B - 290 Fulvio Saini (1980-1981, 1982-1986, 1988-1990, 1992-1994, 1997-1998) - 271 Francesco Copreni (1951-1960) - 230 Sergio Magni (1951-1963) - 194 Maurizio Ronco (1976-1981, 1982-1985) - 188 Marco Bolis (1982-1986, 1988-1990) - 175 Mariano Melonari (1960-1966) - 168 Livio Ghioni (1960-1966) - 163 Giordano Mattavelli (1954-1958, 1959-1961, 1961-1962) - 158 Giacomo De Poli (1951-1958) 158 Enrico Prato (1967-1972) |

### Marcature in partite ufficiali
in grassetto i calciatori ancora in squadra
| Campionato - 83 Bruno Dazzi (1948-1952) - 68 Giovanni Arosio (1929-1935) - 62 Luigi Sanseverino (1971-1978) - 56 Carlo Villa (1921-1927, 1928-1930) - 43 Andrea D'Errico (2015-2021) - 41 Pietro Lorenzini (1923-1931, 1934-1935) - 40 Vincenzo Iacopino (2006-2013) - 38 Luigi Beretta (1931-1936) 38 Aurelio Milani (1955-1957) - 37 Guido Soldani (1948-1953) | Coppa Italia - 10 Luigi Gelosa (1938-1941) - 7 Claudio Ambu (1983-1986) - 6 Riccardo Colombo (1938-1939) 6 Fiorano Grassi (1938-1941) - 4 Arturo Ballabio (1967-1969, 1971-1972) 4 Luigi Borghi (1958) 4 Aldo Cantarutti (1977-1978) 4 Attilio Farina (1938-1940) 4 Maurizio Ganz (1988-1989) 4 Loris Pradella (1982-1983)                                                                          |
| Serie A - 12 Andrea Colpani (2022-) - 11 Matteo Pessina (2022-) - 9 Dany Mota (2022-) - 6 Carlos Augusto (2022-2023) 6 Patrick Ciurria (2022-) - 5 Gianluca Caprari (2022-) - 4 Andrea Petagna (2022-2023) 4 Lorenzo Colombo (2023-) 4 Daniel Maldini (2023-) 4 Milan Đurić (2024-)                                                                              | Serie B - 38 Aurelio Milani (1955-1957) - 30 Massimo Silva(1969-1970, 1977-1979) - 27 Vincenzo Traspedini (1961-1963) - 24 Italo Carminati (1956-1960) 24 Giovanni Cuzzoni (1951-1954) 24 Aldo Strada (1967-1970) - 21 Achille Fraschini (1957-1960) - 20 Mariano Melonari (1960-1966) - 19 Guido Vivarelli (1962-1966, 1967-1969) - 18 Paolo Ferrario (1962-1963) 18 Lorenzo Marronaro (1982-1984) |